# Noyers-sur-Serein (tổng)
Tổng Noyers-sur-Serein là một tổng của Tỉnh của Yonne của Pháp.
Cuộc cải cách các tổng năm 1926 không ảnh hưởng đến tổng Noyers.

## Phân chia hành chính
Tổng Noyers được chia thành 15 xã:
- Annay-sur-Serein;
- Censy;
- Châtel-Gérard;
- Étivey;
- Fresnes;
- Grimault;
- Jouancy;
- Môlay;
- Moulins-en-Tonnerrois;
- Nitry;
- Noyers-sur-Serein;
- Pasilly;
- Poilly-sur-Serein;
- Sainte-Vertu;
- Sarry;